# Zaynab al-Mariyya
Zaynab al-Mariyya fue una adība (o mujer de letras) y poeta andalusí, probablemente nacida en Almería (Andalucía, España) en fecha indeterminada, entre los siglos XI y XIII.

## Guía para entender
Es una de las poetisas andalusíes de la que menos datos se dispone. Su gentilicio hace suponer que nació en Almería, y la inexistencia de un linaje conocido podría dar a entender que fue esclava (ŷāriya). 
La menciona Ibn 'Abd al-Malik al-Marrâkusî, de modo que debió vivir antes del siglo XIII, posiblemente durante el siglo XII o el XI, dado que fue este el siglo de mayor esplendor económico y cultural de la Taifa de Almería, bajo el mandato de Almotacín.
Es la mujer nº 113 del listado de 116 "mujeres sabias" estipulado por María Luisa Ávila en su obra Las mujeres sabias de al-Ándalus.

## Obra
Solo se conserva de su mano un poema de corte amoroso:

Tú que cabalgas en pos de tu deseo,

detente y te dirá lo que padezco.

Los hombres no disputan sobre el amor que sienten,

mas mi pasión por ellos sobrepasa la suya.

Me basta ver alegre a mi amado

y por su amor y su alegría

me afanaré hasta el fin de los tiempos.